# 索低
索低，又作索氐，唐朝赐姓李，作索低，9世纪初奚族部落首领。
唐宪宗元和三年（808年），唐朝任命奚族部酋索低为左威卫将军同正，充檀（治今北京市密云区）、蓟（治今天津市蓟州区）两州游奕兵马使，与没辱孤一起赐姓李氏。二年前，奚王梅落还亲自入朝。唐宪宗时，奚族对唐朝四次朝献。索低受封后不久，奚族暗中勾结回鹘、室韦兵进犯西城、振武。